# Франгиас, Андреас
Андреас Франгиас (греч. Ανδρέας Φραγκιάς; 1921, Афины — 6 января 2002) — греческий писатель
, публицист, литературный критик, журналист, сценарист, переводчик, политик. Лауреат Государственных премий.

## Биография
Изучал экономику и торговлю в Афинском университете экономики и бизнеса. Будучи участником движения сопротивления, был вынужден прервать учебу.
Стал заниматься журналистикой.
Во время гражданской войны в Греции из-за его оппозиции существующему режиму был депортирован на острова Икария, затем Макронисос в Эгейском море, которые служили тюрьмами.
Автор романов «Люди и дома» (1955), «Железные ворота» (1963), «Мор» (1975). Также ему принадлежат рассказы, публицистика, литературная критика. Его романы были переведены на немецкий, румынский, венгерский, русский и французский языки.
Лауреат государственной премии в области художественной литературы в 1988 году и Большой государственной премии (2000) за большой вклад в литературу.

## Избранные произведения
Проза
- Άνθρωποι και σπίτια (1955)
- Η καγκελόπορτα (1962)
- Λοιμός (1972)
- Το πλήθος (том 1-1985, том 2-1986,  Государственная премия по литературе 1988)

Сценарии
- Большой трюк (1960)

Театр
- Пять акров рая (в соавт.) (1962)

Занимался переводами произведений Бальзака, Дюма, М. Булгакова, Ремарка и других.